# How I Met Your Mother (6.ª temporada)
A sexta temporada da série de comédia televisiva americana How I Met Your Mother estreou em 20 de setembro de 2010 e terminou em 16 de maio de 2011 na CBS. Consiste em 24 episódios, cada um com aproximadamente 22 minutos de duração. A CBS transmitiu a quinta temporada nas noites de segunda-feira às 20:00 nos Estados Unidos. A sexta temporada completa foi lançada no DVD da região 1 em 27 de setembro de 2011.

## Sinopse
Na abertura da temporada, Ted vê Cindy novamente com uma garota que ele pensa ser sua colega de quarto, mas ela acaba por ser namorada de Cindy e mais tarde elas se casam. Após tanta insistência de Barney, Ted é  contratado pela GNB mais uma vez como o arquiteto da nova sede do banco, que foi originalmente desmantelada na 4 ª temporada. No entanto, ele encontra oposição quando conhece Zoey Pierson (Jennifer Morrison), uma mulher que está protestando contra GNB para a seleção de um hotel decrépito, o Arcadian, a ser demolido para a sede. Ao longo da temporada, se encontra varias vezes eventualmente com Zoey, e acabam começando um relacionamento depois que ela se divorcia de seu marido rico. No fim eles se separaram, já que Ted decidi colocar sua carreira e amigos sobre o amor que sente por Zoey, levando a demolição do Arcadian. Mesmo com Zoey ter o perdoado por ter escolhido a demolição invés dela, ele decidi que não quer mais voltar a namorar com Zoey.
Tendo concordado em conceber um bebê no final da temporada anterior, Lily e Marshall continuam fazendo sexo, esperando que ela engravidar. Por volta do Natal, eles têm um falso alarme e depois procuram um especialista de fertilidade, temendo que eles tenham algum problema para conseguir conceber um filho. O especialista em fertilidade, Dr. Stangel, acaba por ser o doppelgänger do Barney, cumprindo sua promessa com o universo em relação à sua decisão de ter um filho. No entanto, a tragédia chega quando o pai de Marshall morre, deixando-o arrasado e precisando de seus amigos para conforta-lo. Marshall tenta superar a morte de seu pai e viver novamente. Apesar da promessa de Lily de trabalhar mais para o seu futuro, Marshall se demite da GNB, para seguir seu sonho de ser um advogado ambiental. Depois da demissão Zoey também o contrata como seu advogado, pois aproveita que Marshall está com raiva da GNB por ter atrapalhado que ele consiga o trabalho do seus sonhos, no entanto se tornou uma batalha inútil para salvar o Arcadian. No final da temporada, Lily revela que ela está grávida.
Barney finalmente admite para o grupo, que Bob Barker não é seu verdadeiro pai. Barney descobre isso quando sua mãe decide vender a casa em que ele cresceu com sua mãe e seu irmão e James encontra seu verdadeiro pai, sendo assim Loretta oferece a identidade do pai de Barney em uma folha de papel, mas Barney depois de perceber os esforços que sua mãe fez para cria-lo, ele recusa saber a verdadeira identidade de seu pai. No  entanto, quando acontece o funeral do pai de Marshall, Barney diz Loretta que quer conhecer o seu pai e mais pra frente um homem chamado Jerry Whittaker bate em sua porta e se apresenta sendo o seu pai e Barney percebe que o havia conhecido na sua infância, como seu tio. Barney, se lembra de Jerry como um homem amante da diversão e fica decepcionado depois de descobrir que agora seu pai levava uma vida comum e tranquila. Embora ele tente trazer de volta velhos comportamentos de Jerry e não conseguir, Barney acaba admitinto que ele quer sossegar um dia. Ele também é apresentado à Nora, um colega de trabalho de Robin, por quem ele acaba tendo sentimentos. Depois da primeira briga, os dois terminam e no final da temporada se reencontram e Barney a convidada para tomar um café.
Robin continua a trabalhar em seu talk show, Come On, Get Up, New York! , mas a presença da sua nova co-âncora faz ela desistir do emprego. Depois ela é aceita como uma pesquisadora em outro programa chamado World News Ampla . O grupo também descobre mais de seu passado, como os canadenses pop Sparkles estrela Robin. Robin também encontra um homem (Michael Trucco), que ela teve uma paixão secreta desde a primeira vez em o viu porém ela ainda estava namorando o Ted e Ted do futuro fala que mais pra frente "nós" vamos saber mais sobre ele.
Durante a temporada é mostrado que Ted, Marshall e Lily estão em um casamento e no ultimo episódio revela-se que o noivo é o Barney.

## Elenco e personagens
| - Josh Radnor como Ted Mosby - Jason Segel como Marshall Eriksen - Cobie Smulders como Robin Scherbatsky - Neil Patrick Harris como Barney Stinson - Alyson Hannigan como Lily Aldrin - Bob Saget (não creditado) como Futuro Ted Mosby (apenas voz) - Lyndsy Fonseca como Penny Mosby - David Henrie as Luke Mosby - Marshall Manesh como Ranjit - Bob Odenkirk como Arthur Hobbs - Jennifer Morrison como Zoey Pierson - Laura Bell Bundy como Becky - Kyle MacLachlan como The Captain - Bill Fagerbakke como Marvin Eriksen Sr. - Ned Rolsma como Marcus Eriksen - Suzie Plakson como Judy Eriksen - Chris Romano como Punchy - Nazanin Boniadi como Nora | - Maury Povich como ele mesmo - Rachel Bilson como Cindy - Frances Conroy como Loretta Stinson - Wayne Brady como James Stinson - Ben Vereen como Sam Gibbs - Will Forte como Randy Wharmpess - Nicole Scherzinger como Jessica Glitter - Alan Thicke como ele mesmo - Jorge Garcia como Steve "The Blitz" Henry - Alex Trebek como ele mesmo - Danny Strong como Trey - Michael Gross como Alfred Mosby - Ray Wise como Robin Scherbatsky, Sr. - Katy Perry como Honey - Alexis Denisof como Sandy Rivers - John Lithgow como Jerome "Jerry" Whittaker - Robbie Amell como Scooby - Michael Trucco como Nick Podarutti - Dave Foley como Jake Bloom |

## Episódios
| N.º na série | N.º na temp. | Título                       | Dirigido por  | Escrito por                   | Exibição original       | Cód. de produção | Audiência (milhões) |
| --- | ------------ | ---------------------------- | ------------- | ----------------------------- | ----------------------- | ---------------- | ------------------- |
| 113 | 1            | "Big Days"                   | Pamela Fryman | Carter Bays e Craig Thomas    | 20 de setembro de 2010  | 6ALH01           | 8,79                |
| O Ted do futuro diz que conheceu sua esposa em um casamento. Enquanto isso, Lily e Marshall estão tentando ter um bebê, mas têm um revés, porque Marshall disse ao pai que ele tentaria ter um filho e isso irrita Lily. Robin demora um pouco para aceitar o término de seu caso com Don, seu ex-colega, que partiu para Chicago aceitando o trabalho que Robin recusara por ele. |              |                              |               |                               |                         |                  |                     |
| 114 | 2            | "Cleaning House"             | Pamela Fryman | Stephen Lloyd                 | 27 de setembro de 2010  | 6ALH02           | 9,00                |
| Barney descobre que sua mãe está vendendo a casa em que ele cresceu e convence seus amigos a ajudá-lo a guardar todas as suas memórias. Entre as lembranças, surge uma carta que a mãe havia escrito muitos anos antes, mas que nunca havia enviado: a carta contém uma foto de Barney e seu irmão quando crianças com "seu filho" escrito nela. Barney e seu irmão decidem procurar o homem para descobrir quem é realmente o pai. |              |                              |               |                               |                         |                  |                     |
| 115 | 3            | "Unfinished"                 | Pamela Fryman | Jamie Rhonheimer              | 4 de outubro de 2010    | 6ALH03           | 8,60                |
| Barney diz a Ted que seu plano para o prédio do Goliath National Bank foi aceito novamente. Barney, vendo que Ted pretende não aceitar a tarefa, tenta "conquistá-lo", como se ele fosse uma garota que gostaria de pegar. Ted decide, a princípio, recusar a oferta de emprego, mas, finalmente, após um jantar em um restaurante com Barney, aceita a proposta. Enquanto isso, Robin vê na TV Don, seu ex-namorado (que de repente a deixou após uma oferta de emprego em outra cidade), e o liga e deixa uma ameaça de matá-lo. Lily então tenta tirar o número do ex de Robin do celular o máximo que puder. Mas Robin continua se lembrando e lembrando de Don. |              |                              |               |                               |                         |                  |                     |
| 116 | 4            | "Subway Wars"                | Pamela Fryman | Chris Harris                  | 11 de outubro de 2010   | 6ALH04           | 8,48                |
| Todo mundo afirma saber qual é o melhor meio de transporte para se locomover em Nova York (Ted o ônibus , Marshall a pé, Lily no metrô , Robin no táxi e Barney na ambulância) melhor do que os outros, e então o grupo decide para fazer uma corrida para provar quem está certo. |              |                              |               |                               |                         |                  |                     |
| 117 | 5            | "Architect of Destruction"   | Pamela Fryman | Carter Bays e Craig Thomas    | 18 de outubro de 2010   | 6ALH05           | 8,05                |
| Ted trabalha novamente para o Goliath National Bank, como arquiteto encarregado do projeto de construção da nova sede. Barney diz a ele que o local onde este novo arranha-céu se erguerá é onde fica Arcadian, um hotel antigo com um passado glorioso, mas agora em ruínas. À noite, Ted vai para o hotel, onde conhece Zoey, uma garota muito bonita que propõe que ele assine uma petição contra a destruição daquele prédio, segundo ele, um dos mais antigos e mais representativos de Nova York. Ted, impressionado com a beleza da garota, não revela sua verdadeira identidade (ou seja, a do arquiteto encarregado de derrubar o Arcadian), mas finge ser um veterinário e concorda em assinar a petição. No dia seguinte, ele vai para Barney e diz que quer desistir do projeto. Todos os amigos de Ted o censuram, dizendo que isso é típico: distorcer-se para agradar as mulheres com quem está tentando sair. Barney, profundamente chateado com a escolha de seu amigo, fez Zoey descobrir a verdadeira identidade de Ted, fazendo-o odiá-lo. Ted gostaria de poder consertar relacionamentos com Zoey e preparar um novo projeto para preservar pelo menos a antiga fachada do Arcadian. Mas quando no dia seguinte ela descobre que Zoey é casada, ela percebe que todo o seu interesse em Arcadian foi ditado por sua atração pela garota e, portanto, destrói seu novo projeto. Enquanto isso, Robin está namorando Max, um antigo colega de classe da Marshall. A esse respeito, Marshall descobre que Robin e Lily revelam detalhes detalhados sobre suas experiências sexuais (incluindo o fato de Max ter um pênis pequeno) e fica chocado e com nojo por ele, assim como Ted e Barney. Tudo isso cria alguns problemas para ele na cama. |              |                              |               |                               |                         |                  |                     |
| 118 | 6            | "Baby Talk"                  | Pamela Fryman | Joe Kelly                     | 25 de outubro de 2010   | 6ALH07           | 8,29                |
| Robin gosta cada vez menos de sua nova co-âncora, Becky, que age como uma criança. Ted começa a namorar Becky porque ele gosta de se sentir necessário para uma mulher, o que nunca aconteceu com ele quando ele estava com Robin; mas eventualmente ele se cansa e desiste de Becky. Enquanto isso, Barney aposta que ele será capaz de seduzir alguém agindo como criança: depois de muitas tentativas, ele desiste e, nesse momento, ele consegue impressionar uma garota. Enquanto isso, Lily e Marshall tentam escolher um nome para seu futuro filho. |              |                              |               |                               |                         |                  |                     |
| 119 | 7            | "Canning Randy"              | Pamela Fryman | Chuck Tatham                  | 1 de novembro de 2010   | 6ALH06           | 8,88                |
| Ted é amado por seus alunos, mas Zoey, que não gostou do fato de que Ted queria demolir um hotel antigo para dar espaço à nova sede do GNB, entra na aula de Ted colocando os alunos contra o professor. No final, no entanto, Ted consegue ser re-apreciado pela classe. Enquanto isso, Marshall despede Randy, mas, tomado de remorso, ele o recontrata, contra os desejos do próprio Randy, que queria tirar proveito do dinheiro da rescisão para realizar seu sonho: fabricar cerveja. Enquanto isso, Robin, tomada de inveja porque Becky é cada vez mais popular graças a uma propaganda de barcos, também se torna protagonista de uma propaganda, mas de fraldas para idosos. |              |                              |               |                               |                         |                  |                     |
| 120 | 8            | "Natural History"            | Pamela Fryman | Carter Bays e Craig Thomas    | 8 de novembro de 2010   | 6ALH09           | 8,87                |
| Na noite de gala realizada pelo GNB no Museu de Ciências Naturais de Nova York, Marshall e Barney conhecem "O Capitão", um velho amigo de infância de seu chefe vestido como o capitão de um navio. Enquanto isso, Marshall diz a Lily que o GNB lhe ofereceu um contrato de cinco anos e pretende aceitá-lo, Robin e Barney desafiam um ao outro que toca vários objetos no Museu e Ted descobre que Zoey é casada com "O Capitão". Finalmente Barney descobre que seu tio é realmente seu pai. |              |                              |               |                               |                         |                  |                     |
| 121 | 9            | "Glitter"                    | Pamela Fryman | Kourtney Kang                 | 15 de novembro de 2010  | 6ALH08           | 8,87                |
| Como Lily está animada por ter um filho, ela só fala sobre filhos com Robin, o que às vezes se torna inapropriado. Barney mostra um vídeo de um show infantil com Robin Sparkles e sua ex-melhor amiga: Jessica Glitter. Robin diz que elas não conversam há cinco anos. Então Ted chega à ideia de que ela, porque odeia filhos, deixou Jessica porque engravidou. Então Lily, preocupada com seu relacionamento com Robin, vai falar com ela, mas o discurso termina mal e os duas rompem a amizade. Marshall procura Jessica para que Lily possa conversar com ela e entender por que ela e Robin haviam perdido o contato; Então ela descobre que Jessica havia quebrado a amizade porque o filho a mantinha muito ocupada. Nesse ponto, Lily corre para o único lugar onde poderia encontrar Robin: no único bar canadense de Nova York. As duas amigas esclarecem e Robin também se reconcilia com Jessica. |              |                              |               |                               |                         |                  |                     |
| 122 | 10           | "Blitzgiving"                | Pamela Fryman | Theresa Mulligan Rosenthal    | 22 de novembro de 2010  | 6ALH10           | 8,73                |
| Ted quer sair do bar cedo, mas os amigos tentam dissuadi-lo, lembrando-o da maldição de seu colega de faculdade, 'Blitz', que saiu pouco antes de algo espetacular acontecer. Na manhã seguinte, Ted descobre que a maldição foi transmitida magicamente enquanto ele dormia e que seu amigo 'Blitz' passou a noite toda saindo com os amigos Marshall, Lily, Barney, Robin e Zoey fazendo coisas espetaculares! Zoey, que agora faz parte do grupo, mas ainda não se dá bem com Ted, convida seus novos amigos para sua casa para o jantar de Ação de Graças, durante o qual a maldição passará para Barney. Após uma briga violenta, Ted percebe que Zoey está passando por um momento difícil por causa de sua enteada, que ainda não a aceita em sua vida; |              |                              |               |                               |                         |                  |                     |
| 123 | 11           | "The Mermaid Theory"         | Pamela Fryman | Robia Rashid                  | 6 de dezembro de 2010   | 6ALH11           | 9,26                |
| Marshall e Robin saem juntos e, sem argumentos de comunicação, isso explica a "teoria da sereia" inventada por Barney, segundo a qual uma mulher se transforma de peixe-boi em sereia. Enquanto isso, Ted faz um passeio de barco com o capitão para garantir que ele não tenha nada contra o fato de Zoey agora fazer parte do grupo. |              |                              |               |                               |                         |                  |                     |
| 124 | 12           | "False Positive"             | Pamela Fryman | Craig Gerard e Matthew Zinman | 13 de dezembro de 2010  | 6ALH12           | 9,70                |
| Marshall e Lily anunciam aos amigos que estão esperando um bebê. Então, Robin e Barney começam a se perguntar o que será da vida deles e tentam fazer uma mudança. Mas quando Lily descobre que o resultado do teste de gravidez estava errado, ela o comunica aos amigos que abandonam suas boas intenções. Eventualmente, Ted convencerá a todos que o que eles estão fazendo está errado, fazendo-os voltar às suas decisões. |              |                              |               |                               |                         |                  |                     |
| 125 | 13           | "Bad News"                   | Pamela Fryman | Jennifer Hendriks             | 3 de janeiro de 2011    | 6ALH13           | 10,15               |
| Sendo incapaz de engravidar, Lily pede ajuda de um médico, o sósia de Barney. Após os testes, é estabelecido que Lily é muito fértil, de modo que Marshall se desmoraliza acreditando que ele é o problema. O médico diz a Marshall que ele não tem nenhum problema, e Marshall, muito feliz, corre para Lily para lhe dar as boas notícias. Lily começa a chorar e diz a ele que seu pai, Marvin Eriksen, morreu de um ataque cardíaco. |              |                              |               |                               |                         |                  |                     |
| 126 | 14           | "Last Words"                 | Pamela Fryman | Carter Bays e Craig Thomas    | 17 de janeiro de 2011   | 6ALH14           | 10,54               |
| Ted, Barney, Robin, Marshall e Lily viajam para Minnesota para o funeral do pai de Marshall. Durante a vigília fúnebre, todos se lembram da última vez que conversaram com o homem e todos parecem ter sido momentos muito significativos. Marshall tenta se lembrar das últimas palavras trocadas com o pai e entende que não foi nada significativo, mas de repente ele descobre que tem uma mensagem inédita na secretária eletrônica (por causa da bateria fraca) que pode mudar as coisas... |              |                              |               |                               |                         |                  |                     |
| 127 | 15           | "Oh Honey"                   | Pamela Fryman | Carter Bays e Craig Thomas    | 7 de fevereiro de 2011  | 6ALH15           | 10,00               |
| Após a morte de seu pai, Marshall fica em Minnesota para cuidar de sua mãe e para não perder o contato com sua vida em Nova York ele passa seu tempo no telefone com amigos que se revezam contando as últimas notícias. Robin diz antes de tudo que Zoey decidiu apresentar sua prima um tanto ingênua a Ted, esperando que eles gostassem um do outro. A prima de Zoey é chamada de "Honey" ("Doçura" em pt-br) por Ted em 2030, porque ele não se lembra de seu nome verdadeiro, e porque as histórias sobre ela que ela conta denotam tanta ingenuidade que sempre despertam um "Oh, Honey!" naqueles que as ouvem. Ted deixa Honey para Barney para não tirar proveito da ingenuidade da garota, mas a verdadeira razão é que ele se apaixonou por Zoey. Não podendo estar com Zoey desde que ela é casada, Ted decide quebrar o amizade com ela não lhe revelando, no entanto, a verdadeira razão e inicia um barril de ódio (ele afirma que Zoey não pode mais se encontrar com ele e os outros porque Lily a odeia, Lily, por sua vez, nega e afirma que Robin a odeia e assim por diante). Enquanto isso, Barney leva Honey. Enquanto isso, Marshall recebe uma ligação de Honey (que estava ligando para todos os números da lista de telefones celulares de Barney) e ingenuamente diz a ele que Zoey está se divorciando do capitão e está apaixonada por Ted. Enquanto isso, Zoey tinha ido a Ted para esclarecer as coisas e quando os dois recebem uma ligação de Marshall, explicando aos dois que eles estão apaixonados um pelo outro os dois se entregam a um beijo apaixonado. |              |                              |               |                               |                         |                  |                     |
| 128 | 16           | "Desperation Day"            | Pamela Fryman | Tami Sagher                   | 14 de fevereiro de 2011 | 6ALH16           | 9,51                |
| No dia anterior ao Dia dos Namorados, Barney está na busca usual de mulheres para seduzir, até conhecer Nora, uma amiga de Robin. Enquanto isso, Lily decide partir para Minnesota porque sente falta de Marshall, que parece ter regressado à adolescência. Ted começa uma história com Zoey, mas fica assustado quando percebe que seu novo relacionamento está correndo longe demais. |              |                              |               |                               |                         |                  |                     |
| 129 | 17           | "Garbage Island"             | Michael Shea  | Tom Ruprecht                  | 21 de fevereiro de 2011 | 6ALH17           | 9,33                |
| Ted, indo à casa de Zoey para pegar um pacote, encontra o capitão novamente, que conta como alguém literalmente roubou a garota e lhe forneceu uma versão muito diferente dos fatos que Zoey havia lhe dado. Enquanto isso, Marshall entende como seu futuro não pode estar no GNB e, vendo-se rejeitado por esse projeto para salvar o meio ambiente, ele leva em consideração a ideia de deixar o Banco para começar a fazer o que sempre sonhou, salvar o meio ambiente. Barney parece ter se apaixonado por Nora, uma amiga de Robin, e depois de uma forte resistência, ele decide ligar para ela. No final, Ted revela ao capitão que foi ele quem levou a mulher para longe dele. |              |                              |               |                               |                         |                  |                     |
| 130 | 18           | "A Change of Heart"          | Pamela Fryman | Matt Kuhn                     | 28 de fevereiro de 2011 | 6ALH19           | 9,24                |
| Após a morte do pai de Marshall, todos, exceto Barney, decidem fazer um exame cardiologista. Enquanto isso, Barney continua seu relacionamento com Nora e começa a se preocupar com seu futuro. Enquanto isso, Robin, dissuadida por seus amigos de comprar um cachorro, começa a namorar com Scooby, um garoto que acaba de chegar do Canadá com comportamentos caninos estranhos. |              |                              |               |                               |                         |                  |                     |
| 131 | 19           | "Legendaddy"                 | Pamela Fryman | Dan Gregor e Doug Mand        | 21 de março de 2011     | 6ALH18           | 8,03                |
| Barney conhece seu verdadeiro pai, Jerry, e fica chocado com as diferenças entre os dois: ele esperava um sedutor, um amante de uísque e uma vida indisciplinada, enquanto Jerry abandonou sua vida no rock e criou uma família. Barney vai confrontar Jerry Jr., o filho adolescente de Jerry, e reflete sobre o fato de nunca ter aprendido os trabalhos manuais que todo pai deveria ensinar aos filhos. |              |                              |               |                               |                         |                  |                     |
| 132 | 20           | "The Exploding Meatball Sub" | Pamela Fryman | Stephen Lloyd                 | 11 de abril de 2011     | 6ALH20           | 6,87                |
| Lily e Barney reagem mal quando descobrem que Marshall largou o emprego no Goliath National Bank e foi trabalhar como voluntário em uma organização que protege o meio ambiente. Enquanto isso, a relação entre Ted e Zoey parece estar quebrando por causa de suas diferentes posições na questão do Arcadian. |              |                              |               |                               |                         |                  |                     |
| 133 | 21           | "Hopeless"                   | Pamela Fryman | Chris Harris                  | 18 de abril de 2011     | 6ALH22           | 6,49                |
| Barney decide que quer recuperar o relacionamento com seu pai Jerry, que quando criança o havia ensinado que a "farra nunca deve terminar". Então, ele decide mostrar ao pai o que perdeu, desistindo da diversão para se casar e formar uma família. Então ele decide levá-lo para um clube, o Hopeless. Nesse restaurante, Robin conhece sua paixão secreta, mas Ted (que finge ser seu namorado por causa de Barney, que mudou a vida de todos os membros do grupo para torná-los mais interessantes aos olhos de seu pai) o afasta dela e finge, por ciúmes dos tempos passados (Robin conhecia o garoto quando ela e Ted ainda estavam juntos), que concordou em se casar com ele na mesma noite. |              |                              |               |                               |                         |                  |                     |
| 134 | 22           | "The Perfect Cocktail"       | Pamela Fryman | Joe Kelly                     | 2 de maio de 2011       | 6ALH21           | 6,77                |
| Marshall, não encontrando um emprego, decide ajudar Zoey em sua luta, mas Barney parece não gostar dessa notícia, o que levará os dois a uma briga violenta. Enquanto isso, Robin e Lily tentam embebedar os dois com diferentes tipos de álcool, a fim de reconciliá-los, de fato, cada bebida tem seu efeito. Finalmente, Zoey e Ted decidem ir para o hotel tão querido por ela, mas o lugar é um pouco repugnante. |              |                              |               |                               |                         |                  |                     |
| 135 | 23           | "Landmarks"                  | Pamela Fryman | Carter Bays e Craig Thomas    | 9 de maio de 2011       | 6ALH24           | 6,41                |
| É o dia em que a comissão encarregada deve decidir se o Arcadian é ou não um marco arquitetônico e, assim, impedir sua demolição para abrir espaço para a nova sede do Banco Nacional de Golias, projetada por Ted. Ted ainda está indeciso de que lado tomar partido, mas no final ele opta por realizar seu sonho de construir um arranha-céu em Nova York, causando o fim do relacionamento com Zoey, ciente do fato de que, por mais que tivesse ido, um dos dois teria sofrido demais causando. |              |                              |               |                               |                         |                  |                     |
| 136 | 24           | "Challenge Accepted"         | Pamela Fryman | Carter Bays e Craig Thomas    | 16 de maio de 2011      | 6ALH23           | 7,15                |
| Lily acredita que está sofrendo de intoxicação alimentar devido a uma sopa também consumida por Marshall que, no mesmo dia, tem uma entrevista para o trabalho ambiental de seus sonhos, mas, por medo de vomitar na frente do futuro chefe, foge no final da entrevista. Na verdade, ele descobre mais tarde que Lily não tinha intoxicação, mas enjoo matinal porque estava esperando um filho. Ted e Barney estão constantemente brigando por quem precisa pressionar o botão que destruirá o Arcadian. Ted tem medo de como sua vida ficará, tanto que ele acha que voltará com Zoey, que quer voltar com ele. Barney e Robin o impedem, fazendo-o pensar em como é errado mergulhar no passado por medo do futuro. Barney deixa Ted apertar o botão de explosão. Robin e Barney se encontram com Nora, Barney pede desculpas e pede que ela se encontre para um café, ela aceita, enquanto Robin, inicialmente feliz por isso, fica triste. No final do episódio, com um salto no tempo, vemos de quem é o casamento que Ted testemunhará e em que ele conhecerá sua futura esposa: é o de Barney. |              |                              |               |                               |                         |                  |                     |

## Recepção

### Resposta da crítica
A sexta temporada recebeu críticas geralmente positivas. Justin Fowler, do Later Reviews, deu uma crítica positiva à temporada, dizendo que a temporada foi "uma temporada muito boa de televisão" e melhor do que a "pobre" quinta temporada. Ele também disse que "dezessete dos 24 episódios são o que eu consideraria bom".

### Audiência
| Número | Título                     | Data                    | Rating | Share | 18-49  | Audiência (em milhões) |
| ------ | -------------------------- | ----------------------- | ------ | ----- | ------ | ---------------------- |
| 1      | Big Days                   | 20 de setembro de 2010  | 5.3    | 8     | 3.6/10 | 8.79                   |
| 2      | Cleaning House             | 27 de setembro de 2010  | 5.3    | 8     | 3.9/11 | 9.00                   |
| 3      | Unfinished                 | 4 de outubro de 2010    | 5.3    | 8     | 3.5/10 | 8.60                   |
| 4      | Subway Wars                | 11 de outubro de 2010   | 5.1    | 8     | 3.5/10 | 8.48                   |
| 5      | Architect of Destruction   | 18 de outubro de 2010   | 5.0    | 8     | 3.3/9  | 8.05                   |
| 6      | Baby Talk                  | 25 de outubro de 2010   | 5.0    | 8     | 3.2/9  | 8.29                   |
| 7      | Canning Randy              | 1 de novembro de 2010   | 5.4    | 8     | 3.7/10 | 8.88                   |
| 8      | Natural History            | 8 de novembro de 2010   | 5.5    | 8     | 3.5/9  | 8.87                   |
| 9      | Glitter                    | 15 de novembro de 2010  | 5.4    | 8     | 3.6/10 | 8.87                   |
| 10     | Blitzgiving                | 22 de novembro de 2010  | 5.2    | 8     | 3.5/10 | 8.73                   |
| 11     | The Mermaid Theory         | 6 de dezembro de 2010   | 5.6    | 9     | 3.6/10 | 9.26                   |
| 12     | False Positive             | 13 de dezembro de 2010  | 6.0    | 9     | 3.6/10 | 9.70                   |
| 13     | Bad News                   | 3 de janeiro de 2011    | 6.3    | 10    | 3.9/11 | 10.15                  |
| 14     | Last Words                 | 17 de janeiro de 2011   | 6.3    | 10    | 3.9/10 | 10.54                  |
| 15     | Oh Honey                   | 7 de fevereiro de 2011  | 6.1    | 9     | 3.8/11 | 10.00                  |
| 16     | Desperation Day            | 14 de fevereiro de 2011 | 5.9    | 10    | 3.7/11 | 9.51                   |
| 17     | Garbage Island             | 21 de fevereiro de 2011 | 5.6    | 9     | 3.5/10 | 9.33                   |
| 18     | A Change of Heart          | 28 de fevereiro de 2011 | 5.6    | 9     | 3.4/10 | 9.24                   |
| 19     | Legendaddy                 | 21 de março de 2011     | 4.9    | 8     | 3.0/9  | 8.03                   |
| 20     | The Exploding Meatball Sub | 11 de abril de 2011     | 4.3    | 7     | 2.7/8  | 6.87                   |
| 21     | Hopeless                   | 18 de abril de 2011     | 4.1    | 7     | 2.5/8  | 6.49                   |
| 22     | The Perfect Cocktail       | 2 de maio de 2011       | 4.2    | 7     | 2.8/8  | 6.77                   |
| 23     | Landmarks                  | 9 de maio de 2011       | 4.1    | 7     | 2.6/8  | 6.41                   |
| 24     | Challenge Accepted         | 16 de maio de 2011      | 7      | 11    | 3.1/9  | 7.15                   |

## Lançamento em DVD
| How I Met Your Mother: The Complete Season 6. The New is Always Better Edition                           | | | | | | | | |
| Detalhes do conjunto                                                                                     | Detalhes do conjunto                                                                                     | Detalhes do conjunto                                                                                     | Detalhes do conjunto                                                                                     | Características especiais | Características especiais | Características especiais | Características especiais | Características especiais |
| - 24 Episódios - 3 Discos - Inglês (Dolby Digital 5.1 Surround) - Legendas em inglês, espanhol e francês | - 24 Episódios - 3 Discos - Inglês (Dolby Digital 5.1 Surround) - Legendas em inglês, espanhol e francês | - 24 Episódios - 3 Discos - Inglês (Dolby Digital 5.1 Surround) - Legendas em inglês, espanhol e francês | - 24 Episódios - 3 Discos - Inglês (Dolby Digital 5.1 Surround) - Legendas em inglês, espanhol e francês | - Comentário de "Natural History", com Carter Bays e Josh Radnor - Comentário de "Big Days", com Carter Bays e Craig Thomas - Comentário de "Bad News", com Jason Segel e Alyson Hannigan - Comentário de "Legendaddy" com Neil Patrick Harris e John Lithgow - Produção de "Subway Wars" - Nos bastidores de "Glitter" - Cenas deletadas - Bloopers - O que sabemos sobre Your Mother - Stand By Me - performance estendida | - Comentário de "Natural History", com Carter Bays e Josh Radnor - Comentário de "Big Days", com Carter Bays e Craig Thomas - Comentário de "Bad News", com Jason Segel e Alyson Hannigan - Comentário de "Legendaddy" com Neil Patrick Harris e John Lithgow - Produção de "Subway Wars" - Nos bastidores de "Glitter" - Cenas deletadas - Bloopers - O que sabemos sobre Your Mother - Stand By Me - performance estendida | - Comentário de "Natural History", com Carter Bays e Josh Radnor - Comentário de "Big Days", com Carter Bays e Craig Thomas - Comentário de "Bad News", com Jason Segel e Alyson Hannigan - Comentário de "Legendaddy" com Neil Patrick Harris e John Lithgow - Produção de "Subway Wars" - Nos bastidores de "Glitter" - Cenas deletadas - Bloopers - O que sabemos sobre Your Mother - Stand By Me - performance estendida | - Comentário de "Natural History", com Carter Bays e Josh Radnor - Comentário de "Big Days", com Carter Bays e Craig Thomas - Comentário de "Bad News", com Jason Segel e Alyson Hannigan - Comentário de "Legendaddy" com Neil Patrick Harris e John Lithgow - Produção de "Subway Wars" - Nos bastidores de "Glitter" - Cenas deletadas - Bloopers - O que sabemos sobre Your Mother - Stand By Me - performance estendida | - Comentário de "Natural History", com Carter Bays e Josh Radnor - Comentário de "Big Days", com Carter Bays e Craig Thomas - Comentário de "Bad News", com Jason Segel e Alyson Hannigan - Comentário de "Legendaddy" com Neil Patrick Harris e John Lithgow - Produção de "Subway Wars" - Nos bastidores de "Glitter" - Cenas deletadas - Bloopers - O que sabemos sobre Your Mother - Stand By Me - performance estendida |
| Data de lançamento                                                                                       | | | | | | | | |
| Região 1                                                                                                 | Região 1                                                                                                 | Região 1                                                                                                 | Região 2                                                                                                 | Região 2 | Região 2 | Região 4 | Região 4 | Região 4 |
| 27 de setembro de 2011                                                                                   | 27 de setembro de 2011                                                                                   | 27 de setembro de 2011                                                                                   | 3 de outubro de 2011                                                                                     | 3 de outubro de 2011 | 3 de outubro de 2011 | 5 de outubro de 2011 | 5 de outubro de 2011 | 5 de outubro de 2011 |